# Rezolucija Vijeća sigurnosti UN-a 981
Rezolucija Vijeća sigurnosti Organizacije ujedinjenih naroda 981 usvojena je 31. ožujka 1995. Njome je završen mandat UNPROFOR-a i njihova uloga je redefinirana u UNCRO (eng. United Nations Confidence Restoration Operation in Croatia – Operacija Ujedinjenih naroda za obnovu povjerenja u Hrvatskoj).

## Zadaća UNCRO-a
UNCRO je imao 7.000 vojnika za vrijeme do 30. studenoga 1995., a njihova je zadaća bila :
(a) da pomaže u provođenju odluka o prekidu vatre koje su dogovorene 2. siječnja 1992. 

(b) pomoći u izvršavanju ekonomskih sporazuma 

(c) pomoći u izvršavanju rezolucija Vijeća sigurnosti

(d) nadgledanje granica između Republike Hrvatske i Srbije i Crne Gore te Bosne i Hercegovine 
 
(e) asistiranje u donošenju humanitarne pomoći 

(f) nadgledanje u demobilizaciji poluotoka Prevlake.

## Vanjske poveznice
| Wikizvor | Engleski Wikizvor ima izvorni tekst na temu: United Nations Security Council Resolution 981 |